# Eunidia tricolor
Eunidia tricolor är en skalbaggsart som beskrevs av Stefan von Breuning 1962. Eunidia tricolor ingår i släktet Eunidia och familjen långhorningar. Inga underarter finns listade i Catalogue of Life.